# Phyllophilopsis fasciata
Phyllophilopsis fasciata là một loài ruồi trong họ Tachinidae.